# Вайсман, Нохем
Ну́хим (Но́хем) Ва́йсман (идиш נחום װײַסמאַן‎, англ. Nathan (Nochem) Weisman; 3 августа 1894, Фалтичены, Королевство Румыния — 31 декабря 1944, Бруклин, Нью-Йорк) — еврейский поэт, прозаик, педагог, детский писатель. Писал на идише.

## Биография
Родился 3 августа 1894 года в деревне под Фалтиченами, в семье изготовителя посталов (сандалий из сыромятной кожи) Арона Вайсмана и Беллы Коган. Учился в светской еврейской школе, затем в государственной гимназии и учительской семинарии. Жил в Бухаресте, где начал публиковать рассказы из еврейской жизни на румынском языке, главным образом в газете «Egalitatea». В 1917 году дебютировал стихами на идише, которые первоначально публиковались в той же «Egalitatea» в латинской транслитерации. До 1919 года служил в румынской армии, затем переехал в Кишинёв, где работал учителем румынского языка, литературы и истории в местной еврейской гимназии сети Тарбут с преподаванием на иврите. Публиковался в кишинёвских газетах «Бесарабер лебн» (бессарабская жизнь) и «Дер ид» (еврей). О нём высоко отзывались поэты Э. Мейтус и Я. Фихман.
В 1920-х годах эмигрировал в США, работал учителем в еврейских школах Арбетер Ринг с преподаванием на идише, затем в школах Международного рабочего союза. Публиковал стихи и рассказы (в том числе для детей) в ежедневной газете «Фрайхайт» (свобода, Нью-Йорк). Был близок к группе пролетарских литераторов «Пролетпен», публиковался в изданиях этой группы. Выпустил несколько поэтических сборников, некоторые с собственными иллюстрациями. Отдельным изданием вышла также «Баллада о Меере Левине» (поэма о погибшем солдате, 1944).
Жена — Таня Вайсман. Сын — книжный иллюстратор Аарон Вайсман.

## Книги
- די באַלאַדע פֿון אַ קינדער-קעמפּ (ди баладе фун а киндер-кэмп — балада детского лагеря). Нью-Йорк, 1926. — 69 с.
- לידעלעך מײַנע (лиделех майне — мои стишки). Иллюстрации выполнены сыном поэта Аароном Вайсманом. Нью-Йорк, 1940. — 39 с.[7]
- דאָס מײדעלע מיטן רױטן קלײדעלע (дос мейдэлэ митн ройтн клейделэ — девочка с красным платьицем). Иллюстрации Нохема и Аарона Вайсманов. Нью-Йорк, 1940. — 40 с.[8]
- די באַלאַדע פֿון מאיר לעװין (ди баладэ фун Меер Левин — балада о Меере Левине, поэма). Нью-Йорк, 1944. — 80 с.[9]
- געקליבענע לידער (геклибене лидер — избранные стихи). Нью-Йорк, 1950. — 190 с.[10]